# 산울동
산울동(  Sanul-dong)은 세종특별자치시에 설치된 법정동이다. 행정동 해밀동이 관할하며, 행정중심복합도시 6-3 생활권에 해당한다. 마을명은 산울마을이다.

## 연혁
- 2012년 7월 1일: 세종특별자치시 출범 및 연기면 산울리 신설
- 2020년 7월 15일: 법정동 전환[1] (행정동: 도담동)[2]

## 같이 보기
- 세종특별자치시
- 도담동
- 한솔동